# 上田輝彦
上田 輝彦（うえだ てるひこ、1965年12月26日 - ）は日本の実業家。WIPグループ創業者兼代表、WIPジャパン株式会社代表取締役社長。

## 経歴[1]
- 福井市大東中学校[2]
- 福井県立藤島高等学校
- 上智大学（法学部法律学科卒（1989））
- ケンブリッジ大学大学院（歴史学部・Diploma修士（1994））

## 公的役職
- 公益財団法人輔仁会（明倫学舎）評議員[3]
- 一般社団法人クールジャパン協議会 理事[4]
- 一般社団法人グローバルビジネスコンサルタント協会 理事[5]
- 東京福井県人会 理事[6]
- 上智大学法学部同窓会 副会長[7]

## 出版関連
- 『「アウェイ」で攻める! 中国市場向け通信販売のノウハウ』（中央経済社、2013年）監修[8]
- 『キャロライン・ケネディの決意』（ゴマブックス、2013年）監修[9]
- 『JFケネディ大統領就任演説』（ゴマブックス、2013年）監修[10]
- 『イエレンFRB副議長公聴会スピーチ全文』（ゴマブックス、2013年）監修[11]
- 『超訳・毛沢東語録』（ゴマブックス、2013年）監修[12]
- 『クリスマス・キャロル』（ゴマブックス、2013年）監修[13]
- 『フランダースの犬』（ゴマブックス、2013年）監修[14]